# Calophyllum brassii
Calophyllum brassii är en tvåhjärtbladig växtart som beskrevs av Albert Charles Smith. Calophyllum brassii ingår i släktet Calophyllum och familjen Calophyllaceae. Inga underarter finns listade i Catalogue of Life.